# Gheorghe Căpruciu
Gheorghe Căpruciu (n. 4 aprilie 1893, Șimnic, județul Dolj, România – d. 5 martie 1988, Craiova) a fost un medic militar român, chirurg, veteran din Primul și cel de-al Doilea Război Mondial, comandant al Spitalului Militar din Craiova, în care și-a desfașurat cea mai mare parte a carierei medicale pe care a continuat-o după război la Policlinica Spitalului Regional Craiova Arhivat în 13 august 2020, la Wayback Machine., fiind unul dintre medicii recunoscuți ai orașului Craiova în perioada interbelică și a următoarelor trei decade. 

Gheorghe Căpruciu s-a născut într-o familie în care au fost șapte frați și o soră. Părinții, Nicolae și Ana Căpruciu, au avut o moșie în comuna Șimnicu de Jos (jud. Dolj). A urmat studiile la Gimnaziul Fiilor de Militari „D. A. Sturdza” din Craiova, inaugurat în 1885 ca Școala Fiilor de Militari Arhivat în 26 septembrie 2020, la Wayback Machine.. Această istorică instituție de invățământ militar a avut cadre didactice foarte bine pregătite, multe din care au studiat la mari Universități din Europa. Calitatea extraordinară a educației din acest liceu militar a fost caracterizată de către poetul și ziaristul Ilariu Dobridor (pseudonimul lui Constantin Iliescu Cioroianu), într-unul din numerele revistei literare ,,Flamura”, editată în Craiova în anul 1915, cu următoarele cuvinte: ,,un laborator în care minereurile sufletești ale elevului, topite în flacăra învățăturii și educației, se prefac în metale de preț cu care-și clădește valoarea ei istorică o națiune”. În timpul Primului Război Mondial, Liceul Militar ,,D.A. Sturdza” a fost evacuat la Iași, unde a împărtit aceeași incintă cu Liceul Militar ,,General George Macarovici”, iar clădirea sa din Craiova a devenit Spital de răniți. Aceste circumstanțe istorice au implicat participarea tânărului Gheorghe Căpruciu, în cadrul Serviciului Militar Sanitar Arhivat în 23 decembrie 2020, la Wayback Machine., la campaniile de război pe frontul din Moldova.

După Primului Război Mondial, Gheorghe Căpruciu a urmat studii superioare la Universitatea din Cluj, în cadrul nou createi în anul 1919 universități românești "Universitatea Daciei Superioare" - Universitatea Regele Ferdinand I, la Facultatea de Medicină, fiind discipol al unuia dintre cei mai mari chirurgi ai României, Profesor Doctor Iacob Iacobovici, Rector al Universității din Cluj și fondator al chirurgiei românești din Transilvania. Gheorghe Căpruciu a fost declarat Doctor la data de 2 decembrie 1922 și publicat în anuarul Universității din Cluj pe anul școlar 1922/1923, iar ulterior a urmat studii de specializare la Universitatea din Paris – Sorbonne și la Universitatea de Medicină din Viena. 

Dr. Gheorghe Căpruciu și-a inițiat activitatea medicală ca chirurg la Spitalul Militar din Craiova, denumit în acea perioadă „Spitalul Corpului I de Armată” (Spitalul Militar C.I.A.). La Spitalul Militar din Craiova căpitanul Dr. Gheorghe Căpruciu și-a desfășurat activitatea sub egida colonelul Dr. Ioan Dobrinescu, care a condus spitalul în perioada anilor 1922 – 1933. În ianuarie 1928, cu sprijinul Societății „Prietenii Științei” din Craiova (înființată în anul 1915) apare la Tiparul Societății Prietenii Științei primul număr din revista medico-chirurgicală „Mișcarea medicală”, care a fost editată în perioada 1928-1948. Doctorul Gheorghe Căpruciu a contribuit cu numeroase lucrări medicale la această revistă, putând fi regăsite în prezent în arhivele acestei publicații de specialitate cel puțin 12 mențiuni. Cu prilejul aniversarii a 25 de ani de la crearea Cercului Medico-Farmaceutic (C.M.F.) din Craiova (constituit la data de 15 septembrie 1902), a fost publicată în revista Revista Analitică Mișcarea Medicală (Aprilie-Mai 1928), cuvântarea din luna Decembrie 1927 a Secretarului General, D-l Dr. V. Drăgoescu, în care au fost menționate numeroase comunicări de lucrări medicale, printre care se regăsesc și cele realizate împreună de medicii Col. Dr. Dobrinescu, Cpt. Dr. Căpruciu și Dr. Dumitrescu. La data de 30 septembrie 1934 se constituie la Craiova „Societatea de Medicină din Oltenia”, care a preluat locul Cercului Medico-Farmaceutic din Craiova. Doctoul Gheorghe Căpruciu, prin prezența la ședința de Constituire a societății și prin adeziunea din primul moment, a avut onoarea de a se afla printre Membrii Titulari semnatari ai actului de fondație al acestei prime Societăți Regionale de Medicină. În anul 1940 Societatea de Medicină din Oltenia se va transforma în Secțiunea Județeana Dolj a Colegiului Medicilor din România.

Monitorul Oficial din 24 septembrie 1941 a publicat decizia Ministerului Aparării Naționale prin care au fost instituite pe lângă Comandamentele teritoriale, câte un Consiliu Superior de Reformă, fiind numiți în Consiliul Superior de Reformă la Comandamentul I Teritorial medic general Ioan Dobrinescu, medic colonel rez. Aurel Panea și medic locotenent colonel Gheroghe Căpruciu. Tot în anul 1941 Dr. Gheorghe Căpruciu a fost mobilizat în Compania Militară Sanitară din Craiova și încadrat în Spitalele de Campanie de pe Fronul de Est unde a însoțit Armata Română până în apropierea Stalingradului, ajungînd în vara anului 1942 la Cotul Donului. În această perioada a războiului Dr. Gheorghe Căpruciu, ajuns la gradul de colonel, a avut responsabilitatea de a comanda trei Spitale de Campanie în care a fost acordată asistența medicală nu numai militarilor români și aliaților germani, dar și prizonierilor de război din Armata roșie și populației civile sovietice. În revista analitică “Miscarea Medicala Română”, Nr. 11-12, Noiembrie-Decembrie 1943, la capitolul „Cazuri Clinice” este menționat „un bolnav observat într-un Spital de Campanie pe Front în Cotul Donului, Spital sub comanda d-lui Col. D-r. Gh. Căpruciu”.

În perioada 1945 – 1946 Colonelul Doctor Gheorghe Căpruciu Arhivat în 16 iunie 2022, la Wayback Machine. a condus Spitalul Clinic de Urgență Militar din Craiova, dar la sfarșitul anului 1946 a fost obligat de noul regim comunist să-și înceteze activitate în cadrul Spitalului, urmând o perioadă de cinci ani în care nu i-sa permis sa lucreze, figurând în buletin cu mențiunea „medic fară ocupație”. La începutul anilor ´50 doctorul Gheorghe Căpruciu a putut să reia activitatea de medic la Dispensarul Cooperativei de Cizmari din Craiova, care a fost amenajat într-o casă expropiată situată pe strada România Muncitoare, iar în perioada anilor ´60 și-a continuat activitatea ca medic-chirurg la Policlinica Spitalului Regional din Craiova (fosta Policlinică din Valea Vlăicii, în prezent Spitalul Clinic Municipal Filantropia - Secția Medicină Internă II, Bd. Nicolae Tirulescu nr. 6), unde a lucrat neobosit până în anul 1971 când s-a pensionat la vârsta de 78 de ani.